# Characidium chupa
Characidium chupa és una espècie de peix d'agiua dolça de la família dels crenúquids i de l'ordre dels caraciformes. A l'estadi adult pot assolir 8 cm de llargària total. Viu en zones de clima tropical a Sud-amèrica a les conques del llac Maracaibo i del riu Orinoco.